# Waschhaus (Castelmoron-d’Albret)

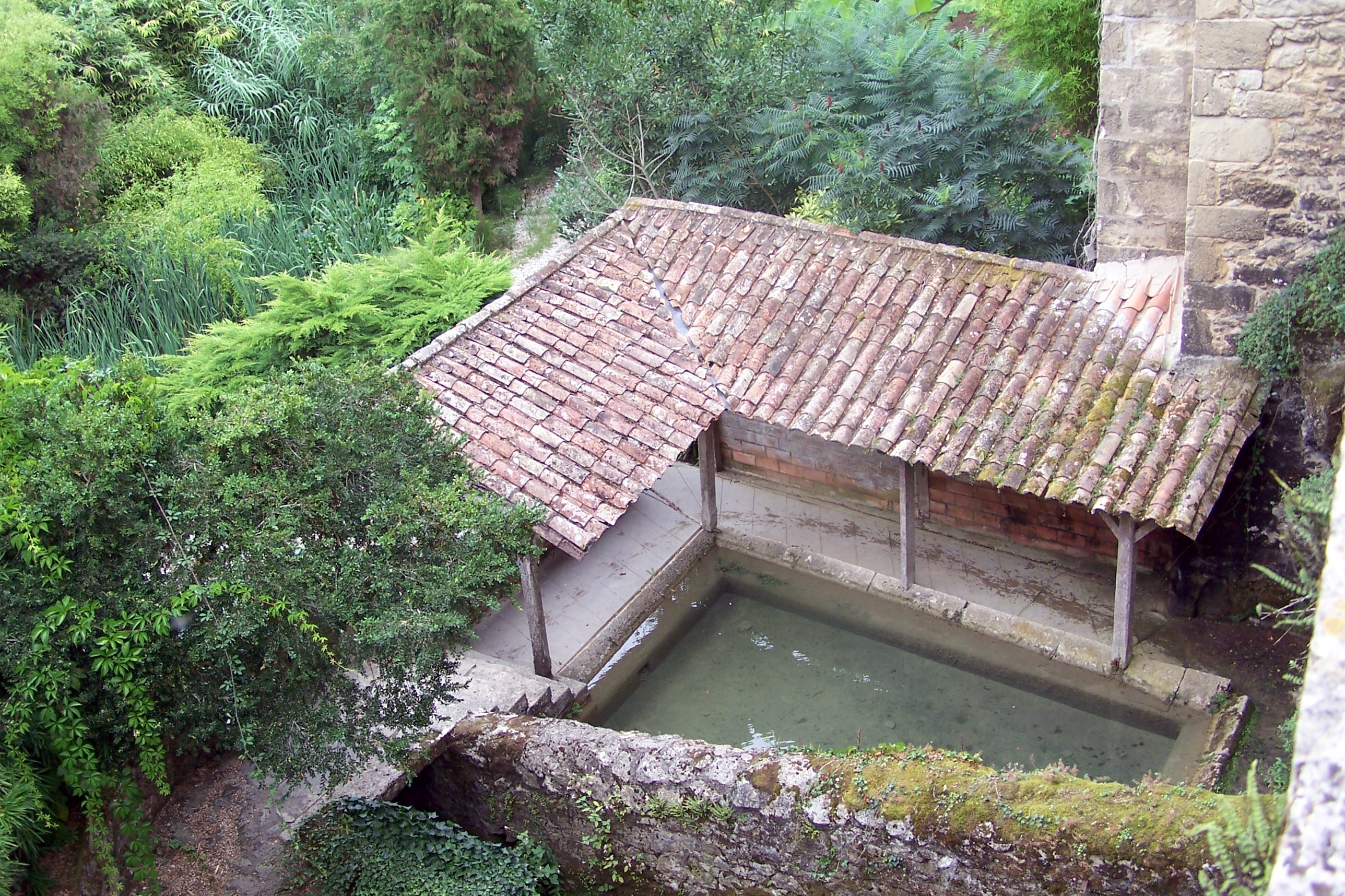
Waschhaus in Castelmoron-d’Albret

Das Waschhaus (französisch lavoir) in Castelmoron-d’Albret, einer französischen Gemeinde im Département Gironde in der Region Nouvelle-Aquitaine, wurde im 19. Jahrhundert errichtet.   
Das öffentliche Waschhaus ist außerhalb der Ortsbefestigung direkt an die Wehrmauer angebaut worden. Über eine Treppe ist es vom Ort aus zu erreichen. Das rechteckige Wasserbecken wird vom Grundwasser gespeist.